# Fuchs Gruppe
Die DF World of Spices GmbH ist die Konzernobergesellschaft der Fuchs Gruppe, einem Hersteller von Gewürzen mit Sitz in Dissen am Teutoburger Wald.
Die Fuchs-Gruppe befindet sich zu 90 % im Besitz der Dieter-Fuchs-Stiftung und zu 10 % im Besitz der Familienstiftung DF Family Trust.

## Geschichte

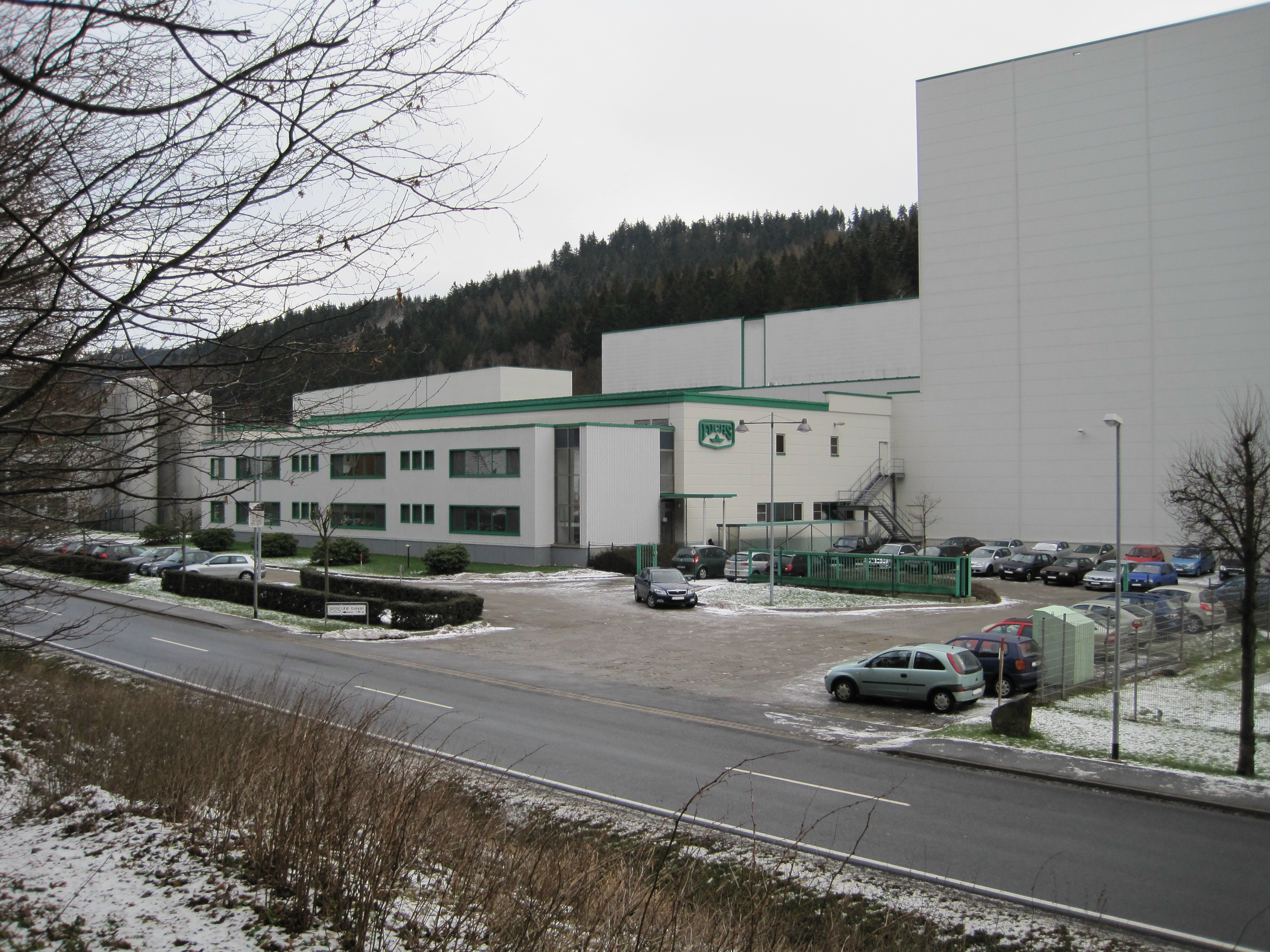
Gewürzwerk Schönbrunn

### Gründung und erste Jahre
1952 gründete Dieter Fuchs (1928–2019) einen Gewürzhandel. Zu Beginn belieferte er per Fahrrad direkt Haushalte mit Salz und Pfeffer in Tüten. Ende der 1950er-Jahre stellte Fuchs den Vertrieb auf Lebensmittelgeschäfte um: 1963 brachte er eine Dekorbox in den Handel und folgte damit dem Trend zur Abgabe von Gewürzen in Dosen und Gläsern statt Tüten. 1970 führte er die ersten Gewürzregale für Supermärkte ein, die auch selbst gebaut wurden.
Ende der 1960er-Jahre hatte Fuchs sein Unternehmen in zwei Geschäftsbereiche für Kunden aus dem Handel und der Industrie aufgeteilt. Diese Struktur besteht im Kern bis heute. 1977 wurde die erste ausländische Niederlassung in Frankreich errichtet. Im Jahr 1990 wurde der US-amerikanische Konkurrent Baltimore Spice übernommen. Im weiteren Verlauf der 1990er-Jahre expandierte Fuchs nach Brasilien und China.

### Übernahmen
Wesentlich für die Entwicklung der Fuchs-Gruppe war der Erwerb von Ostmann Gewürze im Jahr 1998. Der Konkurrent befand sich im Eigentum eines australischen Konzerns und hatte Jahre zuvor unter einem anderen Eigentümer so stark an Umsatz verloren, dass der Erwerb durch die Fuchs-Gruppe aufgrund der Unterschreitung von Größenklassen nicht von den Kartellbehörden überprüft werden musste. Fuchs schloss das Stammwerk von Ostmann in Bielefeld und führte Ostmann als eigenständige Marke weiter.
Anfang 2000 verkaufte der Lebensmittelkonzern Bestfoods sein Geschäft mit Pfeffer und Kümmel an die Fuchs-Gruppe. Die Produktion von Produkten unter der Marke Ubena Gewürze wurde auf die eigenen Werke umgestellt, der Standort in Bremen geschlossen. Zu diesem Zeitpunkt war die Fuchs-Gruppe bereits Marktführer in Europa. Diese Position wurde nicht zuletzt durch den Betrieb eigener Plantagen gesichert.
2006 entschied sich das Unternehmen, in den Markt für Feinkost einzusteigen. Hierfür wurde die Mehrheit an Theodor Kattus, nach eigenen Angaben „deutscher Marktführer für internationale Spezialitäten“ mit Marken wie Bamboo Garden, erworben. Zusätzlich kreierte die Fuchs-Gruppe die Marke Escoffier etwa für Fonds und Soßen.

### Rückzug des Gründers
2013 gab Dieter Fuchs die Leitung des Unternehmens aus Altersgründen schrittweise ab, blieb aber beratend tätig. Seine Nachfolge als Vorsitzender der Geschäftsführung trat im Jahr 2015 Nils Meyer-Pries an. Im Zuge dessen trat Dieter Fuchs die Mehrheit seiner Anteile an die Dieter-Fuchs-Stiftung ab. Die Stiftung war zuvor vorwiegend durch die Förderung der Forschung bekannt.
Im Frühjahr 2019 starb Dieter Fuchs im Alter von 90 Jahren. Sein Lebenswerk wurde mit dem „Goldenen Zuckerhut“ der Lebensmittel Zeitung ausgezeichnet. Zudem wurde in Dissen die Dieter-Fuchs-Straße nach ihm benannt. Fuchs war Ehrenbürger der Stadt.

### Beteiligungen
Dieter Fuchs gab im Jahr 2000 einen Minderheitsanteil von 25,01 % an die finnische Paulig-Gruppe ab, welche diesen über die dänische Saffron-Holding hielt. 2016 wurde der Paulig-Gruppe entscheidender Einfluss auf das Unternehmen gewährt, um dessen Position im globalen Wettbewerb zu stärken. Die internationale Expansion wurde mit dem Kauf des Konkurrenten Bart Ingredients aus England im Jahr 2017 fortgeführt. Das Unternehmen versucht so „auf das veränderte Marktumfeld und insbesondere auf neue Wettbewerber zu reagieren“. Im Jahr 2023 wurde der Minderheitsanteil der Paulig-Gruppe zurückerworben.

## Geschäftstätigkeit

### Unternehmensstrategie
Das Unternehmen übernimmt nach eigenen Angaben von der landwirtschaftlichen Produktion über die Verarbeitung bis zum Vertrieb möglichst alle Bereiche seines Geschäfts selbst, um eine gleichbleibende Qualität zu gewährleisten. Die wichtigsten Gewürze, darunter Paprika und Pfeffer, würden unverarbeitet bezogen und in Deutschland vermahlen.

### Unternehmensbereiche
Das Angebot der Fuchs Gruppe Retail richtet sich in erster Linie an den Groß- und Einzelhandel, der Privatkunden und gewerbliche Abnehmer mit Gewürzen und Gewürzmischungen sowie Feinkostprodukten versorgt. Das Unternehmen ist im deutschsprachigen Raum vor allem für die Marken Fuchs, Ostmann, (Bio) Wagner, Kattus, Fuego, Escoffier und Bamboo Garden bekannt. Dazu kommen Bart, Ubena, Cosmin, Alex und andere auf internationaler Ebene.
Die Fuchs Gruppe Industry beliefert Groß- und Industriekunden in Deutschland, Frankreich, Großbritannien, den Vereinigten Staaten und Brasilien mit individuellen Gewürzvarianten, Gewürzmischungen, Kräutern und Compounds. Das Unternehmen konzentriert sich dabei primär auf die Snack-, Fleisch- und Molkereiindustrie sowie auf die Fisch-, Convenience- und Backwarenindustrie.

## Kritik
Die Fuchs-Gruppe dominiert den deutschen Gewürzmarkt. Im Jahr 2002 stellte das Bundeskartellamt fest, dass das Unternehmen auf dem deutschen Markt für den Vertrieb von getrockneten Gewürzen, Gewürzmischungen und Kräutern gegenüber dem Einzelhandel einen Marktanteil von 75 % habe. Der Fuchs-Gruppe wurde untersagt, den Wettbewerb durch bestimmte Ausschließlichkeitsbindungen in Lieferverträgen zu behindern. Weil es in der Folge vereinzelt zu Verstößen gegen das in der Verfügung ausgesprochene Verbot kam, verhängte das Bundeskartellamt im Jahr 2006 ein Bußgeld in Höhe von 250.000 Euro gegen das Unternehmen. Die Fuchs-Gruppe stellte das beanstandete Verhalten ab und ging gerichtlich nicht gegen die Entscheidung vor.